# 北大路信明

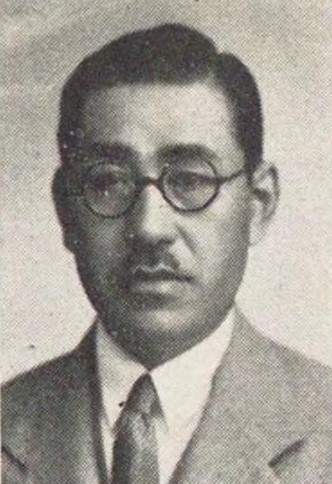
北大路信明

北大路 信明（きたおおじ のぶあき、 1896年（明治29年）12月3日 - 1973年（昭和48年）3月15日）は、昭和期の政治家、奈良華族。貴族院男爵議員。

## 経歴
男爵・北大路実信の長男として生まれる。父の死去に伴い、1935年（昭和10年）11月15日に男爵を襲爵。
旧制学習院高等科を経て、1923年（大正12年）3月に東京帝国大学経済学部商業学科を卒業。大日本麦酒に入社し、名古屋支店員となった。
1939年（昭和14年）7月10日、貴族院男爵議員に選出され、公正会に所属して1947年（昭和22年）5月2日の貴族院廃止まで1期在任した。

## 親族
- 妻 俊子（としこ、小倉英季二女）[1]
- 長男 重信[1]